# Regio Noord (Brazilië)
De regio Noord is een statistisch-geografisch gebied in Brazilië en bestaat uit de staten:
- Acre
- Amapá
- Amazonas
- Pará
- Rondônia
- Roraima
- Tocantins

De regio heeft een oppervlakte van ca. 3.853.327 km² (45,32% van het Braziliaans grondgebied). Midden 2004 werd het inwoneraantal geschat op 14.373.260 (7,92% van de totale bevolking). De grootste bevolkingsconcentraties zijn te vinden in oostelijk Pará en in Rondônia. De belangrijkste steden zijn Belém en Santarém in Pará en Manaus in Amazonas. De levensstandaard ligt onder het nationaal gemiddelde.
Het gebied is voornamelijk bekend om zijn tropisch regenwoud, het Amazoneregenwoud, met een zeer grote biologische diversiteit. Tijdens de koloniale periode werd er onder meer sarsaparilla, cacao en kaneel verbouwd. Later werd het accent meer gelegd op rubber en paranoten. In het midden van de twintigste eeuw werden mijnbouw, landbouw en veeteelt belangrijker en in de tachtiger jaren bloeide de houtindustrie. In 1990 werd 6,6% van het gebied niet meer als natuurlijk beschouwd als gevolg van menselijke tussenkomst.
Regio's: Noord · Centraal-West · Noordoost · Zuidoost · Zuid

Staten: Acre · Alagoas · Amapá · Amazonas · Bahia · Ceará · Espírito Santo · Goiás · Maranhão · Mato Grosso · Mato Grosso do Sul · Minas Gerais · Pará · Paraíba · Paraná · Pernambuco · Piauí · Rio de Janeiro · Rio Grande do Norte · Rio Grande do Sul · Rondônia · Roraima · Santa Catarina · São Paulo · Sergipe · Tocantins

District: Federaal District
Zie ook: Lijst van vlaggen van Braziliaanse deelgebieden